# Statens museer för världskultur
Statens museer för världskultur är en svensk statlig förvaltningsmyndighet med säte i Göteborg. Myndigheten sorterar under Kulturdepartementet.
I Statens museer för världskultur ingår:
- Världskulturmuseet i Göteborg
- Etnografiska museet i Stockholm
- Östasiatiska museet i Stockholm
- Medelhavsmuseet i Stockholm

## Uppdrag
Statens museer för världskultur har i uppdrag att visa och levandegöra världens kulturer, särskilt kulturer med ursprung utanför Sverige. Myndigheten ska främja tvärvetenskaplig kunskapsbildning och publik verksamhet i nya former utifrån etnografiska, arkeologiska, konstnärliga, konstvetenskapliga samt andra samhälleliga och historiska perspektiv. Myndigheten ska dokumentera och belysa olika kulturers yttringar och villkor samt kulturmöten historiskt och i dagens samhälle.

## Historik
Statens museer för världskultur inrättades 1999 genom en sammanslagning av Etnografiska museet i Stockholm (tidigare självständig myndighet), Medelhavsmuseet (tidigare en del av Statens historiska museer), Östasiatiska museet (tidigare en del av Statens konstmuseer) samt vad som tidigare var Göteborgs etnografiska museum. 

Statskontoret konstaterade hösten 2015 i en analys av myndigheten att underskotten i utställningsverksamheten i Bergrummet krävde åtgärder. Ett förslag i analysen var att minska antalet museibyggnader. Hösten 2016 förekom Världskulturmuseerna flitigt i den så kallade ”museidebatten” där såväl verksamhetens innehåll som ekonomiska förutsättningar diskuterades.

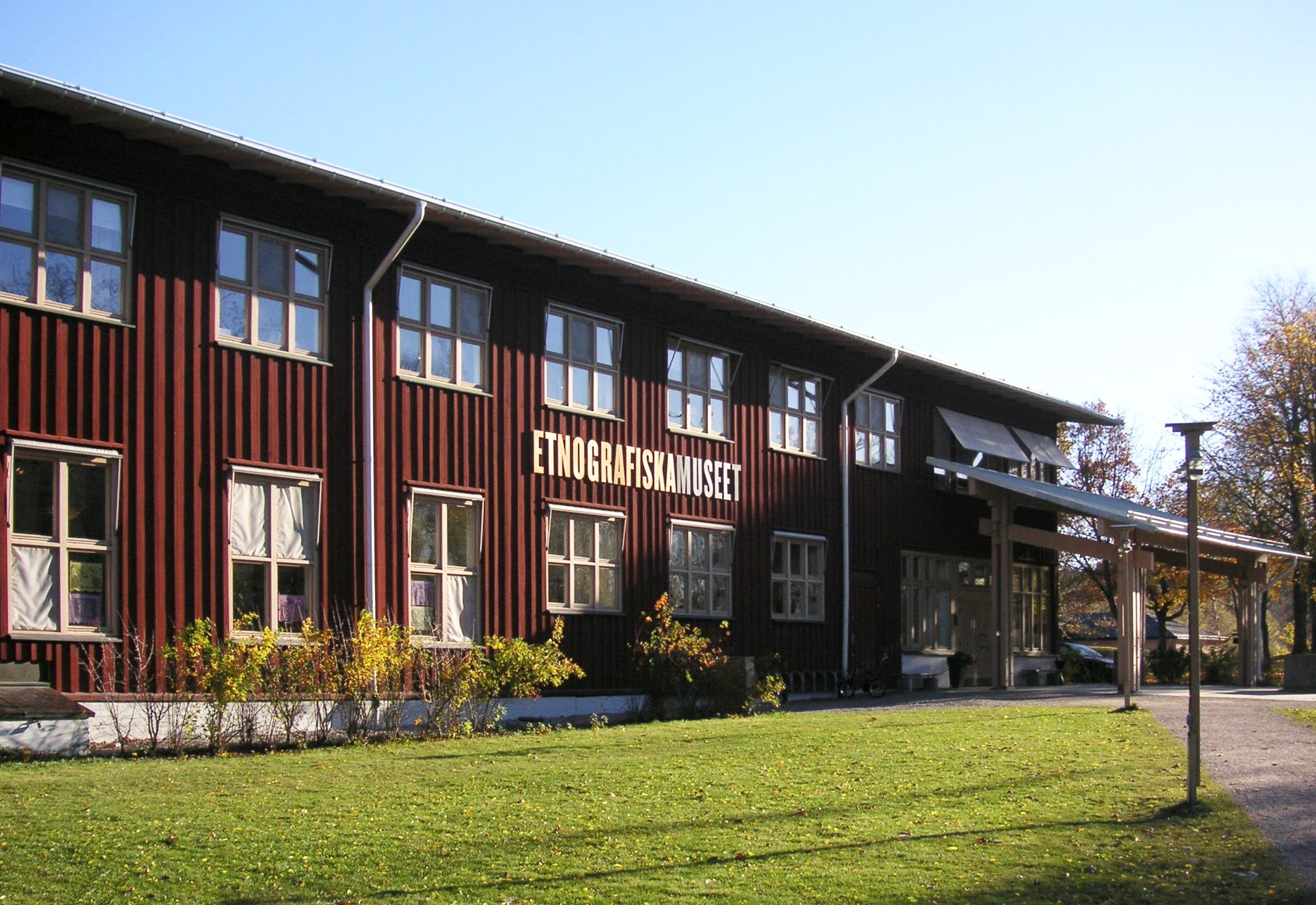
Etnografiska museet 2007

## Överintendenter
- 2025– Britta Söderqvist[4]
- 2015–2024 Ann Follin
- 2010–2015 Sanne Houby-Nielsen
- oktober 2008–mars 2010 Göran Blomberg[5][6]
- 2002–2008 Eva Gesang-Karlström
- 1999–2002 Thommy Svensson